# Mansúr Surajhí
Mansúr as-Surajhí (* 1971) je bývalý jemenský zápasník – judista.

## Sportovní kariéra
V roce 1992 byl členem judistického týmu, který poslal nově sjednocený Jemen k účasti na olympijské hry v Barceloně. V Barceloně prohrál v úvodním kole pololehké váhové kategorie do 65 kg s Indem Sandípem Bjalou v na ippon technikou seoi-nage. Další významné judistické soutěže se neúčastnil.